# Discographie de Sven Väth
La discographie de Sven Väth comprend l'ensemble des disques qu'il a publiés durant sa carrière solo. On comptabilise aussi dans sa discographie les disques sortis au sein de groupes, dont le plus connu est Off.

## Discographie solo

### Maxis
1993 : An Accident In Paradise (Remixes) (Eye Q)
1993 :  Ritual Of Life - Accident In Paradise (Warner)
1993 :  L'Esperanza (Eye Q)
1993 : Ritual Of Life (Ritual Mixes) (Eye Q)
1994 : Harlequin - The Beauty And The Beast (Eye Q)
1995 : Ballet-Fusion (Eye Q)
1998 : Omen A.M. (Virgin)
1998 : Fusion / Scorpio's Movement (Virgin)
1998 : Face It (Virgin)
1998 : Schubdüse (Virgin)
1998 : Sounds Control Your Mind (Virgin)
1998 : Breakthrough (Virgin)
1999 : Dein Schweiss (Virgin)
1999 : Augenblick (Virgin)
1999 : Discophon (Virgin)
2000 : Pathfinder / Ein Waggon Voller Geschichten (Virgin)
2000 : Barbarella (Remixes)
2001 : Je T'Aime... Moi Non Plus / Design Music (Virgin)
2001 : Strahlemann Und Söhne (Rmx) (Virgin)
2002 : Mind Games (Virgin)
2002 :  Steel / Ghost (Remixes) (Virgin)
2002 :  Set My Heart On Fire (Virgin)
2002 : Vision (Cocoon)
2003 : Fire Works E.P. (Virgin)
2005 :   Komm  (avec Anthony Rother) (Cocoon)
2006 : Springlove (avec Anthony Rother) (Datapunk)
2008 : Cocoon Morphs Tokyo - 50th 12" Realease Part III (avec Anthony Rother) (Cocoon)
2011 : Ballet Romance / Love Cry (avec Four Tet), (Circus recordings)

## Au sein du groupe Off

### Maxis
1985 : Bad News (Bellaphon)
1986 : Electrica Salsa (Baba Baba) (ZYX Records)
1987 : Step By Step (ZYX Records)
1987 : Harry... Aber Jetzt (ZYX Records)
1987 : Step By Step (Indalo)
1987 : Step By Step / Electrica Salsa (Remix) (Indalo)
1988 : Time Operator (ZYX Records)
1988 : Everybody Shake (ZYX Records)
1989 : La Casa Latina (Ariola)
1989 : Hip Hop Reggae (Ariola)
1990 : Move Your Body (Ariola)

## Au sein du groupe Barbarella

### Maxis
1992 : The Secret Chamber Of Dreams (Harthouse)
1992 : My Name Is Barbarella (Eye Q)
1992 :  Simply Metal / Barbarella 2 / My Name Is Barbarella (avec Metal Master) (Harthouse)
1992 : Barbarella 1 (Harthouse)
1993 : Barbarella (Harthouse)
1996 : My Name Is Barbarella / Adventures Of Dama (avec Cybordelics) (Eye Q)

## Au sein du groupe Astral Pilot

### Maxis
1995 : Needle Drama (Harthouse)
1996 : Electro Acupuncture (Remix) (Harthouse)